# عقدة نجمية
العقدة النجمية (بالإنجليزية: stellate ganglion)‏وتسمى ايضاً العقدة الرقبية(بالإنجليزية: cervicothoracic ganglion)‏وهي عبارة عن مجموعة من الخلايا العصبية الودية (Sympathetic) المتواجدة في اسفل الرقبة، تخرج من هذه الاعصاب الياف عصبية إلى الوجه، الرقبة والصدر.وتعد العقدة النجمية جزء من الجهاز العصبي الودي الذي يقع في فقرة الرقبية السابعة. ويمكن أن يسبب الألم عند نوع من ضمور متعاطفة منعكسة في الرأس والأطراف العلوية أو الصدر، وتكون الموارد لمنع العقدة النجمية.

## إجراء إحصار العقدة النجمية
إحصار العقدة النجمية هو إجراء جراحي يساعد الأشخاص الذين يعانون من ألم في الذراع بسبب طريقة تفاعل الأعصاب في جسمهم. حيث تساعد هذه العملية في تخفيف شدّة الألم. .
وتهدف هذه العملية إلى تخدير العقدة النجمية في العنق لتخفيف الألم في الذراع، حيث يقوم الطبيب بتعقيم الجلد في القسم الأمامي من الرقبة ثم يستخدم إبرة طويلة لحقن دواء في العقدة النجمية، إن هذه العملية غير مؤلمة عادة.
لكن يجب أن يبقى المريض ساكنا دون أية حركة لتجنب إلحاق الضرر بالأجهزة المحيطة، مثل أنبوبي الإطعام أو التنفس والشريان السباتي، بعد الانتهاء من عملية الإحصار، يجب أن يخف الألم في الذراع إذا كان المريض يعاني فعلا من ألم ناجم عن العصب الودي. وتكون المرحلة الأولى من العلاج وتتكون من كتل مخدر. معهم نؤكد أن تشارك العقدة النجمية في آلام هذا المريض وبخاصة في بعض الحالات قد يكون العلاجية. في كثير من الأحيان إلى تكرار الكتلة.
عندما كان الحصار فعالة ولكنها لم تعد تفعل ذلك، يمكن تدمير العقدة باستخدام الفينول أو التردد الراديوي. ومع ذلك فإن هذا ينطوي على انهيار جزئي في الجانب نفسه من الجفن.

## التشريح
تنقل الأعصاب التعليمات من الدماغ إلى أجزاء أخرى من الجسم. الأعصاب الودّية هي فرع من الجهاز العصبي. وهي تتحكم بالعديد من الوظائف المهمة، بما في ذلك فتح وإغلاق الأوعية الدموية وزيادة ضربات القلب وفتح بؤبؤ العين.

## الأسباب
اٍٍٍسباب الإحصار قد تكون تعرض الذراع لشد أو ملع أو الإصابة برضوض طفيفة أو كسور.أو بعد إجراء عملية جراحية على اليد أو الذراع.

## الأعراض
تكمن الاعراض لهذه المتلازمة في حدوث ألم شديد في الذراع بسبب زيادة نشاط الأعصاب الودية فيه. وعندما يتزايد هذا النشاط، يصبح الجلد أكثر حساسية مع مرور الوقت، وقد تؤدي أي تحريك خفيف للذراع إلى ألم شديد. وفي وقت لاحق، قد يبدأ الجلد بالجفاف، والشعر بالتساقط، وتصبح الأظافر هشة للغاية وتنكسر بسهولة.و تشكل هذه الأعراض كلها بما يعرف بمتلازمة "الحراق" أو «الحثل الانعكاسي الودي»، أو «الألم الناتج عن العصب الودي» أو «متلازمة الألم الناحي المعقد».

## العلاج
قد يساعد إحصار العقدة النجمية أيضاً على تخفيف الألم في الوجه، إذ إن حصر الجهاز العصبي الودي للذراع أو الوجه يمكن أن يزيل الألم. يوقف الإحصار في بادئ الأمر الألم لفترة مؤقّتة فقط، وقد يحتاج المريضُإلى تكرار العملية قبل أن يختفي الألم نهائياً
هدف هذه العملية إلى تخدير العقدة النجمية في العنق لتخفيف الألم في الذراع. يقوم الطبيب بتطهير الجلد في الجزء الأمامي من الرقبة. بعدها يستخدم إبرة طويلة لحقن دواء في العقدة النجمية. عادةً هذه العملية غير مؤلمة. لكن يجب أن يبقى المريضُ ساكناً دون أيّة حركة لتجنّب إلحاق الضرر بالأجهزة المحيطة، مثل أنبوبي الإطعام أو التنفّس والشريان السباتي.
تعد هذه العمليات آمنة، ولكن هناك العديد من المخاطر والمضاعفات المحتملة الحدوث، مثل اضطرابات القلب أو الرئتين أو السكتات الدماغية أو تلف الكبد. ومن المهم للغاية أيضاً إخبار الطبيب المعالج عن اية أدوية يتناولها المريض، إذ يمكن أن تتفاعل الأدوية التي يتناولها المريض مع أدوية التخدير.

## وصلات إضافية
- cervicothoracic+ganglion في قاموس إي ميديسين

- 1738145852 في مفكرة المُمارِس العام

قالب:Autonomic